# غزه (پهپاد)

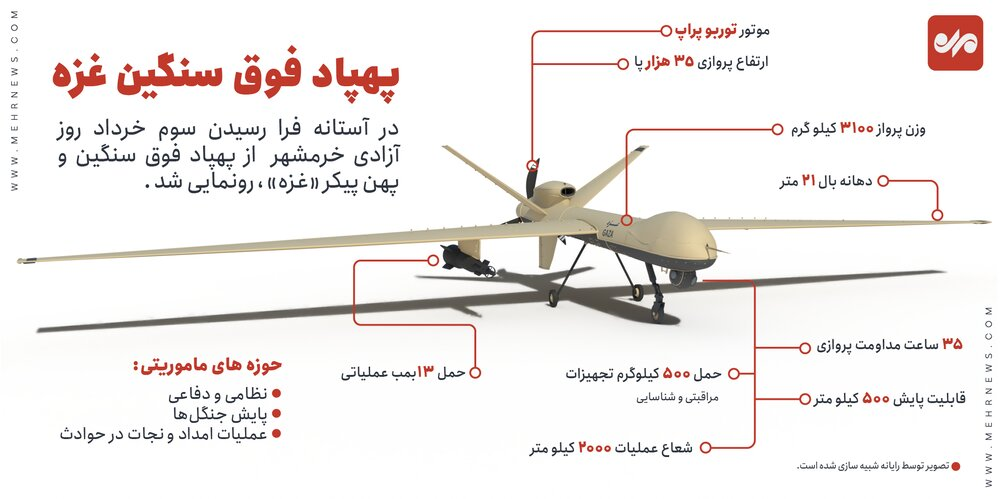

غزه یا شاهد ۱۴۹ دوربردترین پهپاد ساخت صنایع هوایی شاهد است که در ۳۱ اردیبهشت ۱۴۰۰ توسط فرمانده نیروی هوافضای سپاه پاسداران رونمایی شد. این پهپاد از نوع سنگین و پهن‌پیکر است. این پهپاد در تاریخ ۲۲ آبان ۱۴۰۲ آزمایش شد.
پهپاد غزه دارای ۲۲ متر دهانه بال و ۳۱۰۰ کیلوگرم جرم برخاست است. مداومت پروازی آن ۳۵ ساعت و سرعت پروازی آن ۳۵۰ کیلومتر بر ساعت عنوان شده است. میزان محموله قابل حمل توسط غزه نیز دستکم ۵۰۰ کیلوگرم و تا ۱۳ بمب بیان شده. برد پهپاد غزه ۷۰۰۰ کیلومتر اعلام شده است. به گفته خبرگزاری تسنیم پهپاد غزه شعاع عملیاتی معادل ۴۰۰۰ کیلومتر دارد.

## نام
در پی بحران ۲۰۲۱ اسرائیل و فلسطین پس از آتش‌بس بین غزه و اسرائیل و پایان جنگ یازده روزه، این پهپاد رونمایی شد و احتمالاً به دلیل حمایت از غزه این نام گذاشته شد. همچنین از این پهپاد با نام شاهد ۱۴۹ نیز نام برده می‌شود.

## مشخصات
طبق گفته امیرعلی حاجی‌زاده، فرمانده هوافضای سپاه این پهپاد با ۳۵ ساعت مداومت پروازی قادر است تا ارتفاع ۳۵ هزار پایی پرواز کند؛ در ماموریت‌های عملیاتی توانایی حمل ۱۳ بمب را داشته و در ماموریت‌های شناسایی و پایش اطلاعاتی تا شعاع ۵۰۰ کیلومتر را پوشش می‌دهد
غزه طول دهانه بال ۲۲ متر، جرم برخاست ۳۱۰۰ کیلوگرم و برد نهایی ۷ هزار کیلومتر دارد. همچنین احتمالاً می‌تواند ۵۰۰ کیلوگرم تجهیزات شناسایی به جای بمب حمل کند. با توجه به ویژگی‌های پروازی به نظر می‌رسد از یک موتور توربوپراپ PT-6A 25c بهره می‌گیرد.